# Juan Mari Brás
Juan Mari Brás (Mayagüez, 2 de diciembre de 1927 - San Juan, 10 de septiembre de 2010)
fue un defensor de la independencia de Puerto Rico de los Estados Unidos y fundador del Partido Socialista Puertorriqueño (PSP).
El 25 de octubre de 2006 se convirtió en la primera persona en recibir un certificado de «ciudadanía puertorriqueña», expedido por el Departamento de Estado de Puerto Rico.

## Primeros años
Juan Mari Brás nació en Mayagüez (Puerto Rico), hijo de un padre independentista que a menudo llevó a su hijo a las reuniones y concentraciones políticas. En 1945, cuando Juan Mari Brás tenía 18 años, fundó un movimiento independentista en su escuela secundaria, junto con algunos de sus amigos, en Mayagüez. También fue el fundador y director del primer programa de radio en favor de la independencia política, llamado Grito de la Patria.
En 1944 se matriculó en la Universidad de Puerto Rico. Finalmente se graduó en leyes en la American University.
En 1946 se convirtió en miembro fundador del Partido Independentista Puertorriqueño (PIP) junto con Gilberto Concepción de Gracia, el mismo año se convirtió en el presidente de la juventud del PIP.

## Ciudadanía puertorriqueña
En 1994 Juan Mari Brás decidió renunciar a la ciudadanía estadounidense para poner a prueba las leyes. Se encontraba entonces en Venezuela y fue deportado a Puerto Rico y juzgado. Sin embargo, doce años después, el 26 de octubre de 2006, el Departamento de Estado de Puerto Rico le entregó un documento por el que se le daba la ciudadanía puertorriqueña. Juan Mari Brás fue el primer ciudadano en recibir la ciudadanía puertorriqueña, un acto sin precedentes que aún hoy es motivo de debate.
Juan Mari Brás falleció en San Juan el 10 de septiembre de 2010, a los 82 años de edad.